# Eleições presidenciais portuguesas de 2011 no distrito de Leiria
| Eleições presidenciais portuguesas de 2011 Distritos: Aveiro \| Beja \| Braga \| Bragança \| Castelo Branco \| Coimbra \| Évora \| Faro \| Guarda \| Leiria \| Lisboa \| Portalegre \| Porto \| Santarém \| Setúbal \| Viana do Castelo \| Vila Real \| Viseu \| Açores \| Madeira \| Estrangeiro |

## Resultados por Concelho
Os resultados nos concelhos do Distrito de Leiria foram os seguintes:

### Alcobaça
| Candidato               | Candidato               | Votos  | %               |
| ----------------------- | ----------------------- | ------ | --------------- |
|                         | Aníbal Cavaco Silva     | 14 273 | 59,78 / 100,00  |
|                         | Manuel Alegre           | 3 701  | 15,50 / 100,00  |
|                         | Fernando Nobre          | 3 568  | 14,94 / 100,00  |
|                         | Francisco Lopes         | 1 078  | 4,52 / 100,00   |
|                         | José Manuel Coelho      | 969    | 4,06 / 100,00   |
|                         | Defensor Moura          | 286    | 1,20 / 100,00   |
| Votos Inválidos         | Votos Inválidos         | 2 034  | 7,85 / 100,00   |
| Total                   | Total                   | 25 909 | 100,00 / 100,00 |
| Eleitorado/Participação | Eleitorado/Participação | 49 373 | 52,48 / 100,00  |

| Freguesia                 | %     | %     | %     | %     | %    | %    | Votantes |
| Freguesia                 | ACS   | MA    | FN    | FL    | JMC  | DM   | Votantes |
| ------------------------- | ----- | ----- | ----- | ----- | ---- | ---- | -------- |
| Alcobaça                  | 53,56 | 19,21 | 17,04 | 6,82  | 2,35 | 1,02 | 2 464    |
| Alfeizerão                | 66,28 | 14,42 | 13,20 | 1,90  | 3,05 | 1,15 | 1 593    |
| Aljubarrota (Prazeres)    | 49,64 | 21,09 | 15,71 | 6,89  | 4,59 | 2,08 | 1 544    |
| Aljubarrota (São Vicente) | 75,89 | 7,87  | 9,74  | 2,66  | 2,95 | 0,89 | 1 093    |
| Alpedriz                  | 51,31 | 23,20 | 14,38 | 4,58  | 4,58 | 1,96 | 348      |
| Bárrio                    | 54,29 | 20,27 | 14,01 | 7,89  | 2,18 | 1,36 | 792      |
| Benedita                  | 65,95 | 9,71  | 17,12 | 1,95  | 4,34 | 0,93 | 4 254    |
| Cela                      | 64,31 | 13,71 | 10,43 | 5,66  | 4,55 | 1,34 | 1 452    |
| Coz                       | 48,51 | 21,71 | 16,00 | 6,70  | 5,96 | 1,12 | 884      |
| Évora de Alcobaça         | 67,67 | 12,36 | 11,86 | 3,41  | 3,46 | 1,24 | 2 200    |
| Maiorga                   | 38,79 | 27,91 | 16,15 | 10,99 | 4,29 | 1,87 | 996      |
| Martingança               | 46,73 | 19,47 | 18,94 | 6,55  | 5,49 | 2,83 | 607      |
| Montes                    | 45,29 | 23,53 | 21,47 | 2,65  | 5,00 | 2,06 | 373      |
| Pataias                   | 42,19 | 24,25 | 18,95 | 7,84  | 5,90 | 0,88 | 2 345    |
| São Martinho do Porto     | 55,89 | 16,41 | 20,27 | 2,32  | 3,76 | 1,35 | 1 092    |
| Turquel                   | 75,85 | 7,28  | 9,74  | 2,01  | 4,22 | 0,90 | 2 146    |
| Vestiaria                 | 45,93 | 22,06 | 20,43 | 5,42  | 5,06 | 1,08 | 620      |
| Vimeiro                   | 79,74 | 6,22  | 8,77  | 1,51  | 3,11 | 0,66 | 1 106    |
| Alcobaça                  | 59,78 | 15,50 | 14,94 | 4,52  | 4,06 | 1,20 | 25 909   |

### Alvaiázere
| Candidato               | Candidato               | Votos | %               |
| ----------------------- | ----------------------- | ----- | --------------- |
|                         | Aníbal Cavaco Silva     | 2 951 | 80,76 / 100,00  |
|                         | Fernando Nobre          | 266   | 7,28 / 100,00   |
|                         | Manuel Alegre           | 259   | 7,09 / 100,00   |
|                         | José Manuel Coelho      | 102   | 2,79 / 100,00   |
|                         | Francisco Lopes         | 47    | 1,29 / 100,00   |
|                         | Defensor Moura          | 29    | 0,79 / 100,00   |
| Votos Inválidos         | Votos Inválidos         | 173   | 4,52 / 100,00   |
| Total                   | Total                   | 3 827 | 100,00 / 100,00 |
| Eleitorado/Participação | Eleitorado/Participação | 7 309 | 52,36 / 100,00  |

| Freguesia           | %     | %    | %    | %    | %    | %    | Votantes |
| Freguesia           | ACS   | FN   | MA   | JMC  | FL   | DM   | Votantes |
| ------------------- | ----- | ---- | ---- | ---- | ---- | ---- | -------- |
| Almoster            | 80,43 | 8,97 | 6,52 | 1,90 | 1,36 | 0,82 | 392      |
| Alvaiázere          | 77,08 | 8,20 | 9,51 | 2,47 | 1,95 | 0,78 | 814      |
| Maçãs de Caminho    | 80,75 | 3,74 | 8,02 | 3,74 | 2,14 | 1,60 | 193      |
| Maçãs de Dona Maria | 82,59 | 7,51 | 5,66 | 3,05 | 0,76 | 0,44 | 961      |
| Pelmá               | 83,74 | 6,16 | 6,65 | 2,46 | 0,74 | 0,25 | 416      |
| Pussos              | 79,50 | 7,11 | 7,60 | 3,14 | 1,32 | 1,32 | 628      |
| Rego da Murta       | 82,79 | 6,48 | 5,49 | 2,99 | 1,25 | 1,00 | 423      |
| Alvaiázere          | 80,76 | 7,28 | 7,09 | 2,79 | 1,29 | 0,79 | 3 827    |

### Ansião
| Candidato               | Candidato               | Votos  | %               |
| ----------------------- | ----------------------- | ------ | --------------- |
|                         | Aníbal Cavaco Silva     | 4 446  | 71,23 / 100,00  |
|                         | Manuel Alegre           | 744    | 11,92 / 100,00  |
|                         | Fernando Nobre          | 673    | 10,78 / 100,00  |
|                         | José Manuel Coelho      | 166    | 2,66 / 100,00   |
|                         | Francisco Lopes         | 139    | 2,23 / 100,00   |
|                         | Defensor Moura          | 74     | 1,19 / 100,00   |
| Votos Inválidos         | Votos Inválidos         | 424    | 6,37 / 100,00   |
| Total                   | Total                   | 6 666  | 100,00 / 100,00 |
| Eleitorado/Participação | Eleitorado/Participação | 12 600 | 52,90 / 100,00  |

| Freguesia              | %     | %     | %     | %    | %    | %    | Votantes |
| Freguesia              | ACS   | MA    | FN    | JMC  | FL   | DM   | Votantes |
| ---------------------- | ----- | ----- | ----- | ---- | ---- | ---- | -------- |
| Alvorge                | 76,45 | 11,95 | 7,03  | 2,46 | 1,58 | 0,53 | 595      |
| Ansião                 | 56,39 | 17,62 | 17,53 | 3,20 | 3,28 | 1,99 | 1 256    |
| Avelar                 | 63,96 | 18,29 | 10,91 | 3,10 | 2,78 | 0,96 | 1 012    |
| Chão de Couce          | 74,46 | 10,76 | 10,08 | 1,96 | 1,47 | 1,27 | 1 090    |
| Lagarteira             | 79,31 | 9,58  | 6,51  | 0,38 | 3,07 | 1,15 | 286      |
| Pousaflores            | 79,23 | 6,25  | 10,48 | 1,65 | 1,84 | 0,55 | 560      |
| Santiago da Guarda     | 78,59 | 6,70  | 8,60  | 3,35 | 1,58 | 1,18 | 1 616    |
| Torre de Vale de Todos | 71,30 | 13,04 | 8,70  | 2,17 | 3,91 | 0,87 | 251      |
| Ansião                 | 71,23 | 11,92 | 10,78 | 2,66 | 2,23 | 1,19 | 6 666    |

### Batalha
| Candidato               | Candidato               | Votos  | %               |
| ----------------------- | ----------------------- | ------ | --------------- |
|                         | Aníbal Cavaco Silva     | 5 050  | 70,22 / 100,00  |
|                         | Fernando Nobre          | 908    | 12,63 / 100,00  |
|                         | Manuel Alegre           | 728    | 10,12 / 100,00  |
|                         | José Manuel Coelho      | 256    | 3,56 / 100,00   |
|                         | Francisco Lopes         | 181    | 2,52 / 100,00   |
|                         | Defensor Moura          | 69     | 0,96 / 100,00   |
| Votos Inválidos         | Votos Inválidos         | 619    | 7,92 / 100,00   |
| Total                   | Total                   | 7 811  | 100,00 / 100,00 |
| Eleitorado/Participação | Eleitorado/Participação | 13 865 | 56,34 / 100,00  |

| Freguesia         | %     | %     | %     | %    | %    | %    | Votantes |
| Freguesia         | ACS   | FN    | MA    | JMC  | FL   | DM   | Votantes |
| ----------------- | ----- | ----- | ----- | ---- | ---- | ---- | -------- |
| Batalha           | 63,36 | 15,74 | 12,24 | 4,09 | 3,37 | 1,19 | 3 667    |
| Golpilheira       | 71,78 | 10,46 | 10,58 | 4,26 | 2,31 | 0,61 | 889      |
| Reguengo do Fetal | 67,59 | 13,06 | 12,58 | 3,43 | 2,29 | 1,05 | 1 149    |
| São Mamede        | 82,61 | 8,27  | 4,77  | 2,43 | 1,27 | 0,66 | 2 106    |
| Batalha           | 70,22 | 12,63 | 10,12 | 3,56 | 2,52 | 0,96 | 7 811    |

### Bombarral
| Candidato               | Candidato               | Votos  | %               |
| ----------------------- | ----------------------- | ------ | --------------- |
|                         | Aníbal Cavaco Silva     | 2 926  | 56,68 / 100,00  |
|                         | Manuel Alegre           | 807    | 15,63 / 100,00  |
|                         | Fernando Nobre          | 805    | 15,59 / 100,00  |
|                         | Francisco Lopes         | 397    | 7,69 / 100,00   |
|                         | José Manuel Coelho      | 176    | 3,41 / 100,00   |
|                         | Defensor Moura          | 51     | 0,99 / 100,00   |
| Votos Inválidos         | Votos Inválidos         | 402    | 7,22 / 100,00   |
| Total                   | Total                   | 5 564  | 100,00 / 100,00 |
| Eleitorado/Participação | Eleitorado/Participação | 12 306 | 45,21 / 100,00  |

| Freguesia | %     | %     | %     | %    | %    | %    | Votantes |
| Freguesia | ACS   | MA    | FN    | FL   | JMC  | DM   | Votantes |
| --------- | ----- | ----- | ----- | ---- | ---- | ---- | -------- |
| Bombarral | 48,66 | 18,25 | 18,93 | 9,79 | 3,41 | 0,96 | 2 379    |
| Carvalhal | 62,55 | 14,80 | 13,82 | 4,31 | 3,14 | 1,37 | 1 118    |
| Pó        | 76,84 | 7,34  | 9,32  | 4,24 | 2,26 | 0    | 378      |
| Roliça    | 57,68 | 14,90 | 12,98 | 9,32 | 4,20 | 0,91 | 1 161    |
| Vale Covo | 63,58 | 12,88 | 15,09 | 4,23 | 3,02 | 1,21 | 528      |
| Bombarral | 56,68 | 15,63 | 15,59 | 7,69 | 3,41 | 0,99 | 5 564    |

### Caldas da Rainha
| Candidato               | Candidato               | Votos  | %               |
| ----------------------- | ----------------------- | ------ | --------------- |
|                         | Aníbal Cavaco Silva     | 11 062 | 57,49 / 100,00  |
|                         | Fernando Nobre          | 3 366  | 17,49 / 100,00  |
|                         | Manuel Alegre           | 3 168  | 16,46 / 100,00  |
|                         | Francisco Lopes         | 799    | 4,15 / 100,00   |
|                         | José Manuel Coelho      | 623    | 3,24 / 100,00   |
|                         | Defensor Moura          | 224    | 1,16 / 100,00   |
| Votos Inválidos         | Votos Inválidos         | 1 423  | 6,89 / 100,00   |
| Total                   | Total                   | 20 665 | 100,00 / 100,00 |
| Eleitorado/Participação | Eleitorado/Participação | 44 211 | 46,74 / 100,00  |

| Freguesia                          | %     | %     | %     | %    | %    | %    | Votantes |
| Freguesia                          | ACS   | FN    | MA    | FL   | JMC  | DM   | Votantes |
| ---------------------------------- | ----- | ----- | ----- | ---- | ---- | ---- | -------- |
| A dos Francos                      | 69,25 | 11,36 | 12,43 | 3,74 | 2,94 | 0,27 | 791      |
| Alvorninha                         | 69,57 | 13,37 | 10,75 | 1,97 | 3,20 | 1,15 | 1 290    |
| Caldas da Rainha (N. S. do Pópulo) | 53,31 | 19,44 | 19,40 | 4,18 | 2,59 | 1,07 | 6 016    |
| Caldas da Rainha (Santo Onofre)    | 45,69 | 21,07 | 22,08 | 6,46 | 3,33 | 1,38 | 3 881    |
| Carvalhal Benfeito                 | 80,20 | 8,97  | 6,26  | 1,52 | 2,71 | 0,34 | 620      |
| Coto                               | 58,71 | 15,44 | 16,88 | 3,95 | 3,77 | 1,26 | 614      |
| Foz do Arelho                      | 54,53 | 18,31 | 18,31 | 4,02 | 3,22 | 1,61 | 538      |
| Landal                             | 74,57 | 11,75 | 7,71  | 0,96 | 3,08 | 1,93 | 542      |
| Nadadouro                          | 55,81 | 18,94 | 13,63 | 5,31 | 5,88 | 0,43 | 746      |
| Salir de Matos                     | 61,44 | 15,48 | 14,10 | 2,86 | 4,34 | 1,78 | 1 093    |
| Salir do Porto                     | 49,28 | 21,20 | 20,63 | 4,30 | 4,30 | 0,29 | 370      |
| Santa Catarina                     | 70,56 | 14,28 | 8,67  | 2,80 | 2,46 | 1,23 | 1 547    |
| São Gregório                       | 62,39 | 16,52 | 12,54 | 3,70 | 2,85 | 1,99 | 375      |
| Serra do Bouro                     | 70,07 | 15,49 | 10,21 | 1,06 | 2,82 | 0,35 | 298      |
| Tornada                            | 48,61 | 19,74 | 19,74 | 5,57 | 4,80 | 1,55 | 1 396    |
| Vidais                             | 71,46 | 12,26 | 9,39  | 3,45 | 2,68 | 0,77 | 548      |
| Caldas da Rainha                   | 57,49 | 17,49 | 16,46 | 4,15 | 3,24 | 1,16 | 20 665   |

### Castanheira de Pêra
| Candidato               | Candidato               | Votos | %               |
| ----------------------- | ----------------------- | ----- | --------------- |
|                         | Aníbal Cavaco Silva     | 812   | 57,10 / 100,00  |
|                         | Manuel Alegre           | 341   | 23,98 / 100,00  |
|                         | Fernando Nobre          | 166   | 11,67 / 100,00  |
|                         | Francisco Lopes         | 45    | 3,16 / 100,00   |
|                         | José Manuel Coelho      | 43    | 3,02 / 100,00   |
|                         | Defensor Moura          | 15    | 1,05 / 100,00   |
| Votos Inválidos         | Votos Inválidos         | 80    | 5,32 / 100,00   |
| Total                   | Total                   | 1 502 | 100,00 / 100,00 |
| Eleitorado/Participação | Eleitorado/Participação | 3 152 | 47,65 / 100,00  |

| Freguesia           | %     | %     | %     | %    | %    | %    | Votantes |
| Freguesia           | ACS   | MA    | FN    | FL   | JMC  | DM   | Votantes |
| ------------------- | ----- | ----- | ----- | ---- | ---- | ---- | -------- |
| Castanheira de Pera | 55,70 | 24,59 | 12,07 | 3,33 | 3,19 | 1,11 | 1 424    |
| Coentral            | 83,33 | 12,50 | 4,17  | 0    | 0    | 0    | 78       |
| Castanheira de Pera | 57,10 | 23,98 | 11,67 | 3,16 | 3,02 | 1,05 | 1 502    |

### Figueiró dos Vinhos
| Candidato               | Candidato               | Votos | %               |
| ----------------------- | ----------------------- | ----- | --------------- |
|                         | Aníbal Cavaco Silva     | 2 410 | 73,30 / 100,00  |
|                         | Manuel Alegre           | 457   | 13,90 / 100,00  |
|                         | Fernando Nobre          | 268   | 8,15 / 100,00   |
|                         | José Manuel Coelho      | 79    | 2,40 / 100,00   |
|                         | Francisco Lopes         | 56    | 1,70 / 100,00   |
|                         | Defensor Moura          | 18    | 0,55 / 100,00   |
| Votos Inválidos         | Votos Inválidos         | 227   | 6,46 / 100,00   |
| Total                   | Total                   | 3 515 | 100,00 / 100,00 |
| Eleitorado/Participação | Eleitorado/Participação | 6 448 | 54,51 / 100,00  |

| Freguesia           | %     | %     | %    | %    | %    | %    | Votantes |
| Freguesia           | ACS   | MA    | FN   | JMC  | FL   | DM   | Votantes |
| ------------------- | ----- | ----- | ---- | ---- | ---- | ---- | -------- |
| Aguda               | 79,73 | 10,06 | 7,01 | 1,98 | 1,07 | 0,15 | 708      |
| Arega               | 80,04 | 10,36 | 5,95 | 2,50 | 0,77 | 0,38 | 551      |
| Bairradas           | 71,90 | 17,15 | 5,84 | 2,92 | 1,82 | 0,36 | 287      |
| Campelo             | 66,94 | 23,39 | 4,03 | 1,61 | 3,23 | 0,81 | 131      |
| Figueiró dos Vinhos | 69,47 | 15,24 | 9,92 | 2,51 | 2,10 | 0,76 | 1 838    |
| Figueiró dos Vinhos | 73,30 | 13,90 | 8,15 | 2,40 | 1,70 | 0,55 | 3 515    |

### Leiria
| Candidato               | Candidato               | Votos   | %               |
| ----------------------- | ----------------------- | ------- | --------------- |
|                         | Aníbal Cavaco Silva     | 36 296  | 65,89 / 100,00  |
|                         | Fernando Nobre          | 8 155   | 14,80 / 100,00  |
|                         | Manuel Alegre           | 6 666   | 12,10 / 100,00  |
|                         | José Manuel Coelho      | 1 803   | 3,27 / 100,00   |
|                         | Francisco Lopes         | 1 530   | 2,78 / 100,00   |
|                         | Defensor Moura          | 639     | 1,16 / 100,00   |
| Votos Inválidos         | Votos Inválidos         | 4 738   | 7,92 / 100,00   |
| Total                   | Total                   | 59 827  | 100,00 / 100,00 |
| Eleitorado/Participação | Eleitorado/Participação | 111 786 | 53,52 / 100,00  |

| Freguesia               | %     | %     | %     | %    | %    | %    | Votantes |
| Freguesia               | ACS   | FN    | MA    | JMC  | FL   | DM   | Votantes |
| ----------------------- | ----- | ----- | ----- | ---- | ---- | ---- | -------- |
| Amor                    | 62,42 | 14,52 | 14,84 | 3,28 | 3,75 | 1,20 | 2 113    |
| Arrabal                 | 72,64 | 13,05 | 8,53  | 3,81 | 1,41 | 0,56 | 1 521    |
| Azoia                   | 63,64 | 13,43 | 13,10 | 4,37 | 3,53 | 1,93 | 1 270    |
| Bajouca                 | 84,76 | 7,78  | 3,32  | 2,27 | 1,13 | 0,73 | 1 309    |
| Barosa                  | 60,90 | 17,08 | 13,43 | 4,40 | 3,11 | 1,07 | 1 004    |
| Barreira                | 67,10 | 17,07 | 9,58  | 2,20 | 2,20 | 1,84 | 1 843    |
| Bidoeira de Cima        | 86,37 | 8,04  | 2,96  | 1,44 | 0,93 | 0,25 | 1 259    |
| Boa Vista               | 71,41 | 14,46 | 8,28  | 3,53 | 1,10 | 1,21 | 975      |
| Caranguejeira           | 84,75 | 7,81  | 4,06  | 1,88 | 0,71 | 0,79 | 2 826    |
| Carreira                | 68,12 | 11,20 | 10,25 | 3,61 | 5,69 | 1,14 | 581      |
| Carvide                 | 60,06 | 16,49 | 15,66 | 3,71 | 2,42 | 1,66 | 1 452    |
| Chainça                 | 78,68 | 10,87 | 5,12  | 3,62 | 1,07 | 0,64 | 508      |
| Coimbrão                | 66,50 | 12,68 | 12,07 | 4,56 | 3,20 | 0,99 | 882      |
| Colmeias                | 76,18 | 11,64 | 6,98  | 2,57 | 1,96 | 0,67 | 1 741    |
| Cortes                  | 61,11 | 17,06 | 15,34 | 3,17 | 2,05 | 1,26 | 1 644    |
| Leiria                  | 55,34 | 20,39 | 16,64 | 2,89 | 3,31 | 1,43 | 6 740    |
| Maceira                 | 55,30 | 16,45 | 17,90 | 4,52 | 4,59 | 1,23 | 4 528    |
| Marrazes                | 55,73 | 18,12 | 17,14 | 3,03 | 4,58 | 1,39 | 8 137    |
| Memória                 | 79,43 | 9,22  | 6,38  | 3,55 | 0,95 | 0,47 | 436      |
| Milagres                | 73,98 | 11,00 | 8,27  | 4,25 | 1,90 | 0,61 | 1 413    |
| Monte Real              | 57,89 | 18,32 | 15,54 | 3,52 | 3,60 | 1,14 | 1 356    |
| Monte Redondo           | 72,57 | 9,22  | 9,81  | 3,40 | 3,50 | 1,50 | 2 227    |
| Ortigosa                | 80,60 | 9,15  | 4,41  | 3,09 | 1,98 | 0,77 | 990      |
| Parceiros               | 54,68 | 20,47 | 16,43 | 3,88 | 3,20 | 1,34 | 2 130    |
| Pousos                  | 57,73 | 19,74 | 14,44 | 4,00 | 2,50 | 1,58 | 3 962    |
| Regueira de Pontes      | 70,51 | 11,25 | 9,83  | 5,20 | 1,98 | 1,23 | 1 160    |
| Santa Catarina da Serra | 84,17 | 8,69  | 3,53  | 2,34 | 0,71 | 0,57 | 2 421    |
| Santa Eufémia           | 82,62 | 10,16 | 3,81  | 1,98 | 0,87 | 0,56 | 1 358    |
| Souto da Carpalhosa     | 78,19 | 8,58  | 8,11  | 3,31 | 1,24 | 0,57 | 2 041    |
| Leiria                  | 65,89 | 14,80 | 12,10 | 3,27 | 2,78 | 1,16 | 59 827   |

### Marinha Grande
| Candidato               | Candidato               | Votos  | %               |
| ----------------------- | ----------------------- | ------ | --------------- |
|                         | Aníbal Cavaco Silva     | 5 186  | 36,64 / 100,00  |
|                         | Manuel Alegre           | 3 299  | 23,31 / 100,00  |
|                         | Fernando Nobre          | 2 554  | 18,05 / 100,00  |
|                         | Francisco Lopes         | 2 428  | 17,16 / 100,00  |
|                         | José Manuel Coelho      | 483    | 3,41 / 100,00   |
|                         | Defensor Moura          | 202    | 1,43 / 100,00   |
| Votos Inválidos         | Votos Inválidos         | 1 248  | 8,10 / 100,00   |
| Total                   | Total                   | 15 400 | 100,00 / 100,00 |
| Eleitorado/Participação | Eleitorado/Participação | 32 771 | 46,99 / 100,00  |

| Freguesia        | %     | %     | %     | %     | %    | %    | Votantes |
| Freguesia        | ACS   | MA    | FN    | FL    | JMC  | DM   | Votantes |
| ---------------- | ----- | ----- | ----- | ----- | ---- | ---- | -------- |
| Marinha Grande   | 35,56 | 23,38 | 17,60 | 18,45 | 3,58 | 1,43 | 12 235   |
| Moita            | 34,31 | 25,98 | 15,69 | 18,30 | 3,76 | 1,96 | 656      |
| Vieira de Leiria | 42,66 | 22,23 | 20,87 | 10,46 | 2,50 | 1,27 | 2 509    |
| Marinha Grande   | 36,64 | 23,31 | 18,05 | 17,16 | 3,41 | 1,43 | 15 400   |

### Nazaré
| Candidato               | Candidato               | Votos  | %               |
| ----------------------- | ----------------------- | ------ | --------------- |
|                         | Aníbal Cavaco Silva     | 2 367  | 45,18 / 100,00  |
|                         | Manuel Alegre           | 1 260  | 24,05 / 100,00  |
|                         | Fernando Nobre          | 897    | 17,12 / 100,00  |
|                         | Francisco Lopes         | 415    | 7,92 / 100,00   |
|                         | José Manuel Coelho      | 251    | 4,79 / 100,00   |
|                         | Defensor Moura          | 49     | 0,94 / 100,00   |
| Votos Inválidos         | Votos Inválidos         | 349    | 6,24 / 100,00   |
| Total                   | Total                   | 5 588  | 100,00 / 100,00 |
| Eleitorado/Participação | Eleitorado/Participação | 14 353 | 38,93 / 100,00  |

| Freguesia         | %     | %     | %     | %     | %    | %    | Votantes |
| Freguesia         | ACS   | MA    | FN    | FL    | JMC  | DM   | Votantes |
| ----------------- | ----- | ----- | ----- | ----- | ---- | ---- | -------- |
| Famalicão         | 50,00 | 18,18 | 20,32 | 4,95  | 5,08 | 1,47 | 794      |
| Nazaré            | 44,83 | 25,84 | 17,51 | 6,73  | 4,26 | 0,83 | 3 435    |
| Valado dos Frades | 43,21 | 22,92 | 14,22 | 12,78 | 5,99 | 0,88 | 1 359    |
| Nazaré            | 45,18 | 24,05 | 17,12 | 7,92  | 4,79 | 0,94 | 5 588    |

### Óbidos
| Candidato               | Candidato               | Votos  | %               |
| ----------------------- | ----------------------- | ------ | --------------- |
|                         | Aníbal Cavaco Silva     | 2 475  | 55,12 / 100,00  |
|                         | Manuel Alegre           | 845    | 18,82 / 100,00  |
|                         | Fernando Nobre          | 743    | 16,55 / 100,00  |
|                         | Francisco Lopes         | 211    | 4,70 / 100,00   |
|                         | José Manuel Coelho      | 155    | 3,45 / 100,00   |
|                         | Defensor Moura          | 61     | 1,36 / 100,00   |
| Votos Inválidos         | Votos Inválidos         | 333    | 6,91 / 100,00   |
| Total                   | Total                   | 4 823  | 100,00 / 100,00 |
| Eleitorado/Participação | Eleitorado/Participação | 10 545 | 45,74 / 100,00  |

| Freguesia            | %     | %     | %     | %    | %    | %    | Votantes |
| Freguesia            | ACS   | MA    | FN    | FL   | JMC  | DM   | Votantes |
| -------------------- | ----- | ----- | ----- | ---- | ---- | ---- | -------- |
| A-dos-Negros         | 45,90 | 23,97 | 19,40 | 5,99 | 3,31 | 1,42 | 667      |
| Amoreira             | 60,63 | 17,24 | 12,36 | 4,31 | 3,16 | 2,30 | 373      |
| Gaeiras              | 46,26 | 23,79 | 20,00 | 5,03 | 3,69 | 1,23 | 1 070    |
| Óbidos (Santa Maria) | 55,41 | 21,18 | 16,88 | 2,87 | 1,91 | 1,75 | 671      |
| Óbidos (São Pedro)   | 53,89 | 15,56 | 20,74 | 5,74 | 3,33 | 0,74 | 588      |
| Olho Marinho         | 53,71 | 15,96 | 15,51 | 7,87 | 6,74 | 0,22 | 477      |
| Sobral da Lagoa      | 63,95 | 15,70 | 11,05 | 2,91 | 3,49 | 2,91 | 183      |
| Usseira              | 75,70 | 9,46  | 9,46  | 1,53 | 2,81 | 1,02 | 421      |
| Vau                  | 66,67 | 13,73 | 10,92 | 3,92 | 2,80 | 1,96 | 373      |
| Óbidos               | 55,12 | 18,82 | 16,55 | 4,70 | 3,45 | 1,36 | 4 823    |

### Pedrógão Grande
| Candidato               | Candidato               | Votos | %               |
| ----------------------- | ----------------------- | ----- | --------------- |
|                         | Aníbal Cavaco Silva     | 1 447 | 76,28 / 100,00  |
|                         | Manuel Alegre           | 206   | 10,86 / 100,00  |
|                         | Fernando Nobre          | 141   | 7,43 / 100,00   |
|                         | José Manuel Coelho      | 51    | 2,69 / 100,00   |
|                         | Francisco Lopes         | 27    | 1,42 / 100,00   |
|                         | Defensor Moura          | 25    | 1,32 / 100,00   |
| Votos Inválidos         | Votos Inválidos         | 78    | 3,95 / 100,00   |
| Total                   | Total                   | 1 975 | 100,00 / 100,00 |
| Eleitorado/Participação | Eleitorado/Participação | 3 793 | 52,07 / 100,00  |

| Freguesia       | %     | %     | %    | %    | %    | %    | Votantes |
| Freguesia       | ACS   | MA    | FN   | JMC  | FL   | DM   | Votantes |
| --------------- | ----- | ----- | ---- | ---- | ---- | ---- | -------- |
| Graça           | 80,15 | 9,31  | 5,64 | 1,96 | 1,72 | 1,23 | 420      |
| Pedrógão Grande | 74,87 | 11,11 | 9,06 | 2,48 | 1,28 | 1,20 | 1 223    |
| Vila Facaia     | 76,49 | 11,91 | 3,76 | 4,39 | 1,57 | 1,88 | 332      |
| Pedrógão Grande | 76,28 | 10,86 | 7,43 | 2,69 | 1,42 | 1,32 | 1 975    |

### Peniche
| Candidato               | Candidato               | Votos  | %               |
| ----------------------- | ----------------------- | ------ | --------------- |
|                         | Aníbal Cavaco Silva     | 4 988  | 52,29 / 100,00  |
|                         | Manuel Alegre           | 1 792  | 18,78 / 100,00  |
|                         | Fernando Nobre          | 1 435  | 15,04 / 100,00  |
|                         | Francisco Lopes         | 828    | 8,68 / 100,00   |
|                         | José Manuel Coelho      | 346    | 3,63 / 100,00   |
|                         | Defensor Moura          | 151    | 1,58 / 100,00   |
| Votos Inválidos         | Votos Inválidos         | 587    | 5,79 / 100,00   |
| Total                   | Total                   | 10 127 | 100,00 / 100,00 |
| Eleitorado/Participação | Eleitorado/Participação | 25 227 | 40,14 / 100,00  |

| Freguesia           | %     | %     | %     | %     | %    | %    | Votantes |
| Freguesia           | ACS   | MA    | FN    | FL    | JMC  | DM   | Votantes |
| ------------------- | ----- | ----- | ----- | ----- | ---- | ---- | -------- |
| Atouguia da Baleia  | 61,31 | 14,80 | 14,27 | 4,17  | 3,76 | 1,69 | 3 577    |
| Ferrel              | 48,83 | 23,47 | 13,38 | 6,22  | 5,63 | 2,46 | 898      |
| Peniche (Ajuda)     | 46,74 | 19,13 | 16,05 | 13,33 | 3,28 | 1,48 | 2 660    |
| Peniche (Conceição) | 44,36 | 22,28 | 17,25 | 11,34 | 3,49 | 1,28 | 1 583    |
| Peniche (São Pedro) | 52,12 | 21,36 | 11,97 | 10,94 | 2,57 | 1,03 | 829      |
| Serra d'El-Rei      | 49,08 | 21,32 | 16,18 | 8,64  | 3,13 | 1,65 | 580      |
| Peniche             | 55,29 | 18,78 | 15,04 | 8,68  | 3,63 | 1,58 | 10 127   |

### Pombal
| Candidato               | Candidato               | Votos  | %               |
| ----------------------- | ----------------------- | ------ | --------------- |
|                         | Aníbal Cavaco Silva     | 15 491 | 71,34 / 100,00  |
|                         | Manuel Alegre           | 2 414  | 11,12 / 100,00  |
|                         | Fernando Nobre          | 2 408  | 11,09 / 100,00  |
|                         | José Manuel Coelho      | 652    | 3,00 / 100,00   |
|                         | Francisco Lopes         | 521    | 2,40 / 100,00   |
|                         | Defensor Moura          | 227    | 1,05 / 100,00   |
| Votos Inválidos         | Votos Inválidos         | 1 643  | 7,04 / 100,00   |
| Total                   | Total                   | 23 356 | 100,00 / 100,00 |
| Eleitorado/Participação | Eleitorado/Participação | 55 501 | 42,08 / 100,00  |

| Freguesia           | %     | %     | %     | %    | %    | %    | Votantes |
| Freguesia           | ACS   | MA    | FN    | JMC  | FL   | DM   | Votantes |
| ------------------- | ----- | ----- | ----- | ---- | ---- | ---- | -------- |
| Abiul               | 83,55 | 5,75  | 6,45  | 2,74 | 1,15 | 0,35 | 1 184    |
| Albergaria dos Doze | 71,16 | 13,48 | 10,33 | 2,52 | 1,76 | 0,76 | 857      |
| Almagreira          | 77,17 | 9,41  | 9,65  | 2,33 | 0,88 | 0,56 | 1 341    |
| Carnide             | 88,21 | 3,93  | 4,44  | 1,52 | 1,01 | 0,89 | 824      |
| Carriço             | 73,12 | 11,15 | 9,23  | 3,08 | 2,19 | 1,23 | 1 579    |
| Guia                | 70,48 | 12,76 | 12,26 | 2,17 | 1,67 | 0,67 | 1 270    |
| Ilha                | 84,56 | 4,90  | 6,92  | 2,13 | 0,64 | 0,85 | 1 002    |
| Louriçal            | 68,03 | 9,78  | 13,88 | 3,44 | 3,60 | 1,27 | 2 163    |
| Mata Mourisca       | 81,49 | 6,58  | 8,04  | 1,71 | 1,58 | 0,61 | 875      |
| Meirinhas           | 80,49 | 4,05  | 10,06 | 3,31 | 0,98 | 1,10 | 855      |
| Pelariga            | 65,85 | 11,46 | 14,50 | 3,16 | 3,63 | 1,40 | 906      |
| Pombal              | 59,98 | 16,03 | 15,24 | 4,10 | 3,40 | 1,25 | 5 982    |
| Redinha             | 69,46 | 16,40 | 8,26  | 2,26 | 2,49 | 1,13 | 941      |
| Santiago de Litém   | 69,39 | 12,19 | 9,34  | 2,85 | 4,28 | 1,95 | 831      |
| São Simão de Litém  | 80,91 | 7,57  | 7,89  | 1,58 | 0,63 | 1,42 | 667      |
| Vermoil             | 75,43 | 9,87  | 8,93  | 2,61 | 2,05 | 1,11 | 1 335    |
| Vila Cã             | 72,81 | 10,07 | 9,78  | 3,60 | 3,45 | 0,29 | 744      |
| Pombal              | 71,34 | 11,12 | 11,09 | 3,00 | 2,40 | 1,05 | 23 356   |

### Porto de Mós
| Candidato               | Candidato               | Votos  | %               |
| ----------------------- | ----------------------- | ------ | --------------- |
|                         | Aníbal Cavaco Silva     | 6 568  | 62,92 / 100,00  |
|                         | Fernando Nobre          | 1 500  | 14,37 / 100,00  |
|                         | Manuel Alegre           | 1 410  | 13,51 / 100,00  |
|                         | José Manuel Coelho      | 477    | 4,57 / 100,00   |
|                         | Francisco Lopes         | 338    | 3,24 / 100,00   |
|                         | Defensor Moura          | 146    | 1,40 / 100,00   |
| Votos Inválidos         | Votos Inválidos         | 879    | 7,77 / 100,00   |
| Total                   | Total                   | 11 318 | 100,00 / 100,00 |
| Eleitorado/Participação | Eleitorado/Participação | 21 526 | 52,58 / 100,00  |

| Freguesia                       | %     | %     | %     | %    | %    | %    | Votantes |
| Freguesia                       | ACS   | FN    | MA    | JMC  | FL   | DM   | Votantes |
| ------------------------------- | ----- | ----- | ----- | ---- | ---- | ---- | -------- |
| Alcaria                         | 83,66 | 6,54  | 5,88  | 1,96 | 1,96 | 0    | 167      |
| Alqueidão da Serra              | 52,77 | 21,08 | 14,84 | 5,77 | 4,24 | 1,30 | 919      |
| Alvados                         | 81,93 | 7,79  | 6,54  | 1,56 | 1,25 | 0,93 | 329      |
| Arrimal                         | 77,52 | 8,43  | 7,03  | 3,51 | 1,87 | 1,64 | 457      |
| Calvaria de Cima                | 59,82 | 14,61 | 13,93 | 6,05 | 4,00 | 1,60 | 970      |
| Juncal                          | 61,36 | 16,89 | 12,24 | 4,28 | 3,69 | 1,55 | 1 484    |
| Mendiga                         | 68,97 | 7,64  | 14,08 | 6,68 | 1,43 | 1,19 | 454      |
| Mira de Aire                    | 53,56 | 16,69 | 20,63 | 3,69 | 4,19 | 1,25 | 1 716    |
| Pedreiras                       | 65,32 | 14,34 | 13,08 | 3,76 | 1,88 | 1,61 | 1 202    |
| Porto de Mós (São João Batista) | 60,22 | 14,49 | 15,16 | 4,61 | 3,60 | 1,93 | 1 302    |
| Porto de Mós (São Pedro)        | 60,52 | 14,94 | 13,91 | 5,32 | 4,12 | 1,20 | 1 270    |
| São Bento                       | 84,46 | 5,91  | 3,50  | 3,06 | 2,41 | 0,66 | 480      |
| Serro Ventoso                   | 70,55 | 11,86 | 8,30  | 6,72 | 1,19 | 1,38 | 568      |
| Porto de Mós                    | 62,92 | 14,37 | 13,51 | 4,57 | 3,24 | 1,40 | 11 318   |